# Radovan Višković
Radovan Borivoje Višković (cyr. Радован Боривоје Вишковић, ur. 1 lutego 1964 w Buljevići koło Vlasenicy) – bośniacki polityk, samorządowiec i inżynier transportu narodowości serbskiej, premier Republiki Serbskiej od 17 grudnia 2018.

## Życiorys
W 1990 ukończył studia z inżynierii transportu na Uniwersytecie w Sarajewie Wschodnim, gdzie pracował później jako nauczyciel akademicki. W 2005 ukończył studia podyplomowe na Wydziale Technologicznym tej uczelni, zlokalizowanym w Zvorniku, a w 2015 obronił doktorat na Wydziale Transportu  w Doboju (gdzie został docentem). Od lat 90. pracował w przedsiębiorstwie „Boksyt”, gdzie kierował działem transportu.
Należy do partii Przymierze Niezależnych Socjaldemokratów. W 2004 został wybrany radnym w Milići, następnie w 2006, 2010, 2014 i 2018 wybierany do Zgromadzenia Narodowego Republiki Serbskiej. Od 2014 do 2018 przewodniczył klubowi partyjnemu w parlamencie. 2 listopada 2018 został wskazany jako kandydat na premiera przez Milorada Dodika, przedstawiciela Serbów w prezydium Bośni i Hercegowiny oraz ustępującego prezydenta. Višković objął funkcję premiera 17 grudnia po tym, jak dotychczasowa szefowa rządu Željka Cvijanović przeszła na fotel prezydenta.
Żonaty, ma dwoje dzieci.